# 甘道夫 (北歐神話)
甘道夫（古諾斯語： [ˈɡɑndˌɑːlvz̠])）是北歐神話中的一名侏儒，出現在《詩體埃達》的《女占卜者的预言》以及《散文埃达》中所谓的“侏儒统治”篇章里。名字来源于古诺尔斯语棒子（gandr）和精靈（álfr），延伸有「魔法的精靈」（Magic Elf 或 Elf of Sorcery）之意，因此是一个挥舞着魔杖的保护神。
这个名字也用于《挪威王列傳》中的北欧国王。
這個名字後來又直接被J.R.R 托爾金借用，出現在《哈比人歷險記》、《魔戒》等作品中，成為著名的角色：灰袍甘道夫，但最初使用这个名字被作为侏儒的领袖（最终被称为索林·橡木盾）。

## 脚注

### 注釈
1. ↑  主格語尾-r可省略作「Gandalf」。[1]、あるいはガンダルフなどとも。